# Corneilla-la-Rivière
Corneilla-la-Rivière (catalansk: Cornellà de la Ribera) er en by og kommune i departementet Pyrénées-Orientales i Sydfrankrig.

## Geografi
Corneilla-la-Rivière ligger 17 km vest for Perpignan. Nærmeste byer er mod vest Millas (4 km) og mod øst Pézilla-la-Rivière (4 km).

## Demografi

### Udvikling i folketal
| 1962                                                              | 1968  | 1975 | 1982 | 1990  | 1999  | 2007  | 2013  | 2017  |
| ----------------------------------------------------------------- | ----- | ---- | ---- | ----- | ----- | ----- | ----- | ----- |
| 1.012                                                             | 1.010 | 936  | 967  | 1.081 | 1.407 | 1.725 | 1.989 | 1.991 |
| Tal fra og med 1962 er uden dobbelttælling (sans doubles comptes) |       |      |      |       |       |       |       |       |